# Alex Moreno
Alex Moreno, född Alexander Michell Moreno Cruz 28 september 1983 i Hägersten i Stockholm, är en svensk DJ och musikproducent.
Hans karriär som DJ-artist startade i början av 2000-talet då han lyckades skapa sig ett namn runt klubbkulturen i Stockholmsområdet. Hans namn blev välkänt även hos den yngre generationen när han blev utvald till The Wave DJ på Fryshusets nattklubbsprojekt för ungdomar, det blev början för hans genombrott i hela Sverige 2005.[källa behövs] Han blev snabbt en av Sveriges mest bokade DJ:s. Den 25 november 2006 blev han utvald att värma upp för Tiesto på dennes Sverigespelning på Berns i Stockholm. Samma år blev Alex Moreno nominerad till Årets DJ av Nöjesguiden i Stockholm.[källa behövs]
Sedan dess har Alex Moreno varit verksam med DJ-shower i flera delar av världen, däribland Spanien, England, Tyskland, Schweiz, Libanon, Dominikanska republiken och Skandinavien. Han har värmt upp för bland annat Deadmau5, Eric Prydz och Ferry Corsten. Mellan 2008 och 2010 var Alex Moreno aktiv på radiostationen NRJ i Sverige under dansprogrammet NRJ at the club som sändes på kvällstid fredagar och lördagar.[källa behövs] Under sommaren 2008 drev Alex Moreno fredagarna på nattklubben Solidaritet i Stockholm där han även var aktiv som DJ. 
Under 2009 blev Alex Moreno verksam som musikproducent, och hans första skivsläpp Underground Disco släpptes på Sunhouse Records den 23 juni 2009 . Han har därefter gjort flera remixuppdrag på skivbolag som Armada Music , Warner Music Group och Atlantic Records..
År 2012 samarbetade Alex Moreno med Loreen och gjorde den officiella remixen till Eurovision Song Contest-vinnaren Euphoria som släpptes den 13 mars 2012 . Remixen låg på 1:a plats 5 veckor i rad på Scandinavian Dance Chart samt 3:e plats på Itunes danslista. Remixen har till dags dato[när?] över 3,5 miljoner visningar på Youtube  och över 4,5 miljoner visningar på Spotify  vilket direktkvalificerar remixen till Platinaskiva i Sverige.[källa behövs]
2013 till 2015 hade Alex Moreno mixshowen Rebellious som sändes fjärde lördagen varje månad kl 21:00 till 22:00 på nätradiokanalen Radioseven. 
Alex Moreno är sedan 2015 Sveriges officiella ambassadör för Pioneer DJ.
I maj 2021 blev Alex Moreno programledare för radioprogrammet "Power Weekender" på radiostationen Power Hit Radio 107,5 som sänds kl. 17.00-22.00 fredagar och lördagar 

## Diskografi

### Singlar
- 2009 - "Underground Disco" (Sunhouse Records)
- 2012 - "Interlope" (Top DJ Music Records)
- 2015 - "Children of the Sun" (Warner Music / Beard Monster)

### Remixer
- 2011 - DJ Lazz & Kitsch - More of your Luv (Alex Moreno Remix) (Serial Records)
- 2011 - Jesse Garcia - Love me now (Alex Moreno Remix) (Vendetta Records / Dirty Spain Recordings)
- 2011 - Mischa Daniels & Sandro Monte - Simple man (Alex Moreno Remix) (Armada Music)
- 2012 - Eddie Amador - U Make Me Wanna (Alex Moreno Remix) (Big Beat / Atlantic Records)
- 2012 - Loreen - Euphoria (Alex Moreno Remix) (Warner Music)
- 2014 - Foggy - Come into my dream (Alex Moreno Remix) (Kontor Records)
- 2015 - Måns Zelmerlöw - Heroes (Alex Moreno Remix) (White label)